# Reserva Natural de Sorgu

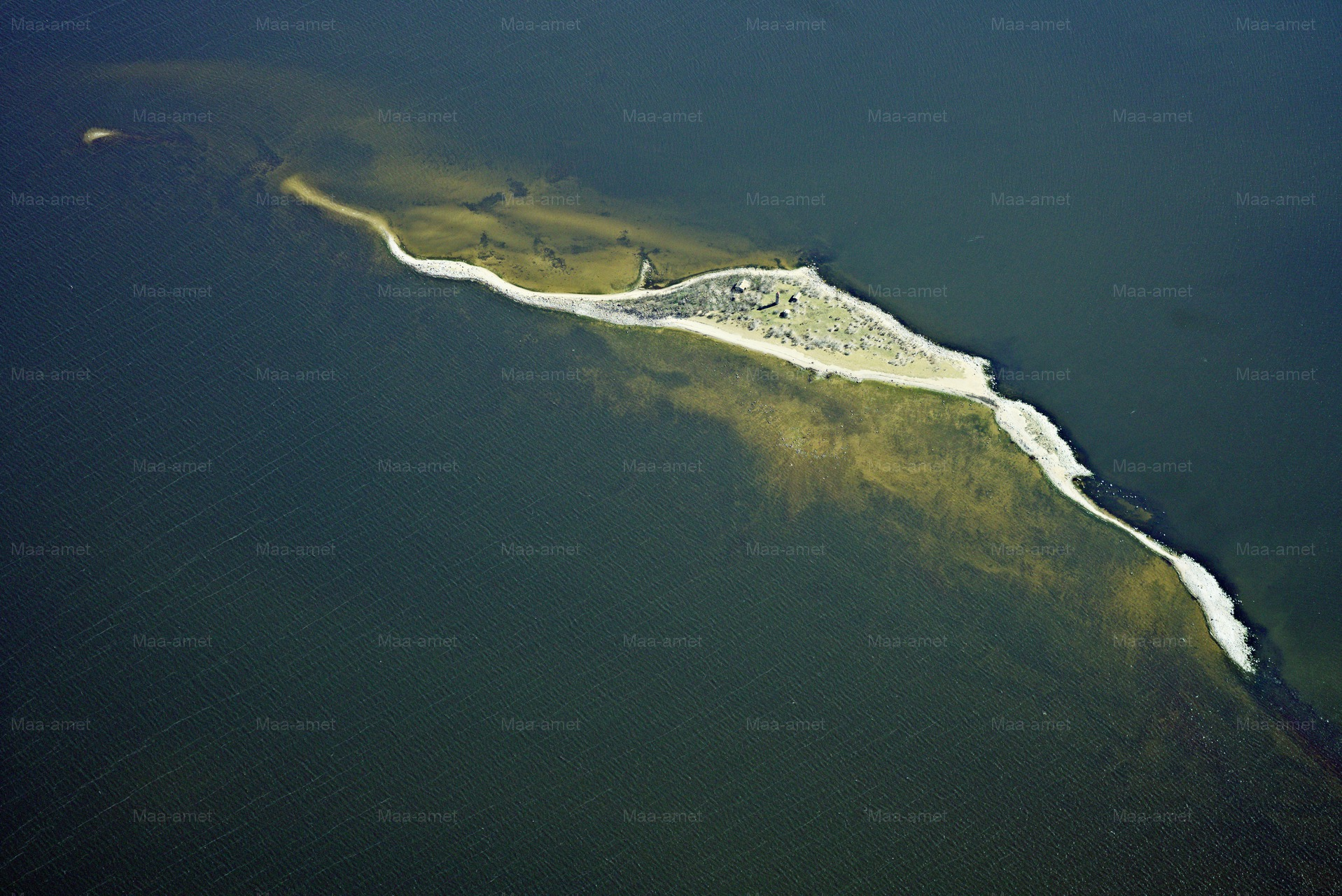
Ilhota de Sorgu vista de cima em janeiro de 2021

A Reserva Natural de Sorgu é uma reserva natural localizada no condado de Pärnumaa, na Estônia.
A área da reserva natural é de 274 hectares.
A área protegida foi fundada em 1991 para proteger a natureza da Ilhota Sorgu.